# گویوری-گوجولی
گویوری-گوجولی (به اسپانیایی: Cascada de Gujuli) یک آبشار در اسپانیا است که در اسپانیا واقع شده‌است.